# Frank Orren Lowden

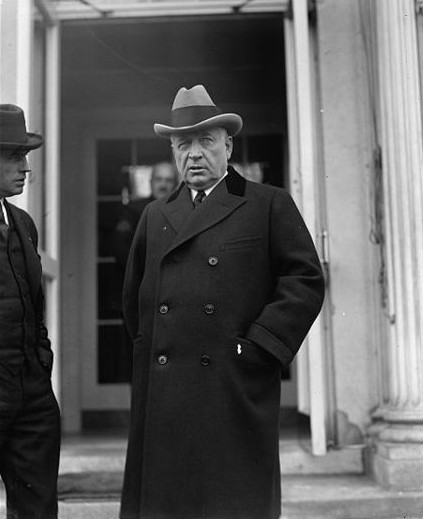
Frank Lowden (1923)

Frank Orren Lowden  (* 26. Januar 1861 in Sunrise, Minnesota; † 20. März 1943 in Tucson, Arizona) war ein US-amerikanischer Politiker und von 1917 bis 1921 der 25. Gouverneur von Illinois. Außerdem vertrat er seinen Staat im US-Repräsentantenhaus.

## Frühe Jahre und politischer Aufstieg
Der junge Lowden zog 1868 mit seinen Eltern in das Hardin County in Iowa. Dort besuchte er die örtlichen Schulen und später bis 1885 die Iowa State University. Anschließend studierte er in Chicago Jura. Nach seiner 1887 erfolgten Zulassung als Rechtsanwalt praktizierte er in seinem Beruf in Chicago. Während des Spanisch-Amerikanischen Krieges von 1898 diente er als Oberstleutnant in der Nationalgarde von Illinois. Im Jahr 1899 lehrte er als Professor Jura an der Northwestern University in Chicago. Seine politische Laufbahn begann im Jahr 1900, als er Delegierter auf dem Bundesparteitag der Republikaner wurde, auf dem Präsident William McKinley erneut zum Präsidentschaftskandidaten nominiert wurde. Vier Jahre später war Lowden erneut auf dem Bundesparteitag seiner Partei, in diesem Jahr wurde dort Theodore Roosevelt für die Präsidentschaft nominiert. Zwischen 1904 und 1912 war er im Bundesvorstand seiner Partei. Außerdem vertrat er seinen Bundesstaat zwischen 1906 und 1911 als Abgeordneter im US-Kongress in Washington. In dieses Amt war er im Jahr 1906 durch den Tod seines Vorgängers Robert R. Hitt nachgerückt. 1908 wurde er in den regulären Kongresswahlen in diesem Amt bestätigt. Im Jahr 1910 verzichtete er auf eine erneute Kongresskandidatur. Im Jahr 1916 wurde er von seiner Partei für das Amt des Gouverneurs von Illinois nominiert und anschließend auch von den Wählern gewählt.

## Gouverneur von Illinois

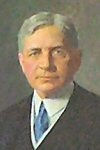
Frank Lowden

Frank Lowdens vierjährige Amtszeit begann am 8. Januar 1917. Es war die Zeit des Ersten Weltkrieges und der Gouverneur unterstützte wie seine Kollegen in den anderen US-Bundesstaaten die Kriegsanstrengungen der Bundesregierung unter Präsident Woodrow Wilson. Illinois stellte den US-Streitkräften über 350.000 Soldaten zur Verfügung, darunter auch Einheiten der National Garde. Bis zum Ende des Krieges im November 1918 waren 4266 Soldaten aus Illinois im Krieg gefallen. Trotz des Krieges erreichte er innenpolitisch einige erwähnenswerte Fortschritte. So wurde zum Beispiel die Regierung und Verwaltung von Illinois neu organisiert, Steuern wurden gesenkt und die Schulpolitik verbessert. Illinois stimmte dem Bau einer Wasserstraße zwischen den großen Seen und dem Golf von Mexiko (über den Mississippi) zu. Der Straßenbau wurde vorangetrieben, um dem steigenden Verkehrsaufkommen gerecht zu werden. Finanziert wurde dies durch eine Besteuerung der zugelassenen Kraftfahrzeuge. Außerdem wurden die Wahlgesetze des Landes verbessert. Nach seiner Verwaltungsreform galt Illinois auf diesem Gebiet als beispielhaft für alle anderen US-Bundesstaaten. Auch in seiner Amtszeit gab es Aufstände und Unruhen. So musste zum Beispiel die Nationalgarde im Mai und Juli des Jahres 1917 Unruhen in East St. Louis niederschlagen. Das Gleiche wiederholte sich 1919 in Chicago. Während seiner Amtszeit wurde das Frauenwahlrecht in den USA bundesweit eingeführt und das Prohibitionsgesetz erlassen (18. Verfassungszusatz). Letzteres sollte sich im ganzen Land, besonders aber in Illinois und Chicago, sehr negativ auswirken. Dort entstanden in den 1920er Jahren die Alkoholschmuggelbanden, aus denen die Gangstersyndikate hervorgingen, die zeitweise großen Einfluss in Chicago und ganz Illinois erlangen sollten. Im Jahr 1920 war die Einwohnerzahl von Illinois auf fast 6,5 Millionen gestiegen. 1910 lag diese Zahl noch bei 5,6 Millionen. Mit Ablauf seiner Amtszeit am 10. Januar 1921 schied Lowden aus dem Amt des Gouverneurs aus.

## Weiterer Lebensweg
1920 stand Lowden kurz vor der Nominierung zum republikanischen Präsidentschaftskandidaten. Auf dem Nominierungsparteitag gab es zwischen ihm und Leonard Wood eine Pattsituation. Nachdem sich der Parteitag für keinen der beiden entscheiden konnte, wurde mit Warren G. Harding ein Kompromisskandidat gefunden, der dann auch zum Präsidenten gewählt wurde. Im Jahr 1924 wurde ihm von seiner Partei das Amt des Vizepräsidenten unter Präsident Calvin Coolidge angeboten. Lowden lehnte dieses Angebot aber ab. Danach zog er sich aus der Politik zurück und widmete sich seinen privaten Angelegenheiten. Er war aber Mitbegründer und später Leiter der seit 1933 bestehenden Farm Foundation. Bis zu seinem Tod war er Vorsitzender des Kuratoriums dieser Stiftung. Lowden starb 1943 in Arizona, wohin er wegen seines schlechten Gesundheitszustandes gereist war. Er war mit Florence Pullman verheiratet. Gemeinsam hatten sie vier Kinder.